# Bronski Beat
Bronski Beat bylo britské synthpopové trio hrající v období 1983–1995, které zaznamenalo nejlepší období kolem poloviny 80. let 20. století. Ve skupině tehdy zpíval Jimmy Somerville podporovaný hráči na klávesové nástroje a perkuse Stevem Bronskim a Larrym Steinbachekem. Sommerville poté formaci opustil a věnoval se vlastnímu projektu The Communards a sólové dráze.
Největším šlágrem kapely se stal debutový singl Smalltown Boy vydaný v červnu 1984, který dosáhl v americké, italské a nizozemské hitparádě na 1. příčku žebříčku. Všichni členové se otevřeně hlásili k homosexuální orientaci a jejich tvorba toto téma reflektovala.

## Diskografie

### Alba
- The Age of Consent, 1984 UK # 4
- Hundreds & Thousands, 1985 UK # 24
- Truthdare Doubledare, 1986 UK # 18
- Rainbow Nation, 1995[2]

### Kompilace
- The Singles Collection 1984 / 1990 (včetně Jimmy Somerville, Bronski Beat & Communards), 1990 UK#4
- The Very Best Of Jimmy Somerville, Bronski Beat & The Communards, 2002

### Singly
- Smalltown Boy, UK #3, NL #1, US Dance Chart #1, IRL #4, IT #3, US Hot 100 #48
- Why?, září 1984, UK #6, IRL #6, IT #18
- It Ain't Necessarily So, prosinec 1984, UK #16, IRL #26, IT #28
- I Feel Love (spolu s Marcem Almondem), duben 1985, UK #3, IRL #3
- Hit That Perfect Beat, prosinec 1985, UK #3, IRL #5, IT #9
- C'mon C'mon, březen 1986, UK #20, IRL #9, IT #40
- Cha Cha Heels (spolu s Eartha Kitt), 1989, UK #32, IRL #22
- I'm Gonna Run Away, 1990
- One More Chance, 1990
- What More Can I Say, 1990
- Smalltown Boy, (remix), 1991, UK 32
- Why 94, 1994
- Smalltown Boy 94, 1994
- Kicking Up The Rain, 1995
- I Luv The Nightlife / Hit That Perfect Beat Boy, '95[2]